# Dolichopteryx anascopa
Dolichopteryx anascopa is een  straalvinnige vissensoort uit de familie van hemelkijkers (Opisthoproctidae). De wetenschappelijke naam van de soort is voor het eerst geldig gepubliceerd in 1901 door Brauer.
De soort staat op de Rode Lijst van de IUCN als Onzeker, beoordelingsjaar 2009.